# 1979年赫拉特起义
1979年赫拉特起义是發生在1979年3月15日－20日阿富汗民主共和國赫拉特和周圍地區的正規軍叛亂，領袖是塔吉克人上尉伊斯梅爾汗，起因是不滿阿富汗人民民主黨的社會主義措施與反宗教政策。
起初喀布爾的共產主義政權領導人穆罕默德·塔拉基呼籲其盟友蘇聯幫助，但蘇聯領導層拒絕干預。之後武裝分子包圍和佔領赫拉特全市大約一個星期，後來政府軍奪回，隨後空中轟炸，造成25000人死亡。

## 参看
- 三号起义

1. ↑  مهمان. . Afghanistan Analysts Network - English. 2015-03-15  [2024-09-30]. （原始内容存档于2024-05-27） （ps-GB）.